# 武里南
武里南（泰語：บุรีรัมย์）是泰國的一個城鎮，是泰國武里南府的首府，距離泰國首都曼谷東北方約300公里處。武里南海拔163公尺。武里南轄下總共分為18個村莊，根據泰國官方於2012年的人口調查數據顯示，居住於武里南的總人口數為27862人。

## 體育
武里南有一個足球俱樂部，即武里南聯盟足球俱樂部。
頂級賽道武里南國際賽車場於2013年3月動工，並於2014年10月4日投入使用。該賽道是國際汽聯一級認證賽道，適用於一級方程式賽車。